# 愛情至上
《愛情至上》（英語：Mo' Better Blues）是一部1990年美國歌舞喜劇劇情片，由史派克·李執導、監製和編劇，並與丹佐·華盛頓、衛斯里·史奈普、吉安卡洛·伊坡托、羅賓·哈里斯、喬伊·李、比爾·努恩、約翰·特托羅、迪克·安東尼·威廉斯和辛恩達·威廉姆斯共同擔任主演。電影以虛構的爵士小號手布萊克·吉連（華盛頓飾演）的生活經歷為主，涉及主題包括友誼、忠誠、誠實、因果關係和最終的救贖。
《愛情至上》1990年8月3日在美國上映。電影還紀念了在上映五個月前去世的演員羅賓·哈里斯，成為他最後的表演角色。

## 演員
- 丹佐·華盛頓飾演彌尼菲爾·「布萊克」·吉連
- 史派克·李飾演巨人
- 衛斯里·史奈普飾演影子·亨德森
- 吉安卡洛·伊坡托飾演左手萊西
- 羅賓·哈里斯飾演棉豆·瓊斯
- 喬伊·李飾演英迪格·唐斯
- 比爾·努恩飾演臀錘
- 約翰·特托羅飾演莫·弗拉布什
- 迪克·安東尼·威廉斯飾演「大站」吉連先生
- 辛恩達·威廉姆斯飾演克拉克·本坦古
- 阿比·林肯飾演莉莉安·吉連
- 山繆·傑克森飾演瘋鎖
- 查理·墨菲飾演蛋蛋
- 魯賓·布雷飾演皮迪

## 外部連結
- 互联网电影数据库（IMDb）上《愛情至上》的资料（英文）
- TCM电影资料库上《愛情至上》的资料（英文）
- AllMovie上《愛情至上》的资料（英文）
- 爛番茄上《愛情至上》的資料（英文）
- Box Office Mojo上《愛情至上》的資料（英文）